# Staré Heřminovy
Staré Heřminovy è un comune della Repubblica Ceca facente parte del distretto di Bruntál, nella regione della Moravia-Slesia.